# Le Bourgeois gentilhomme

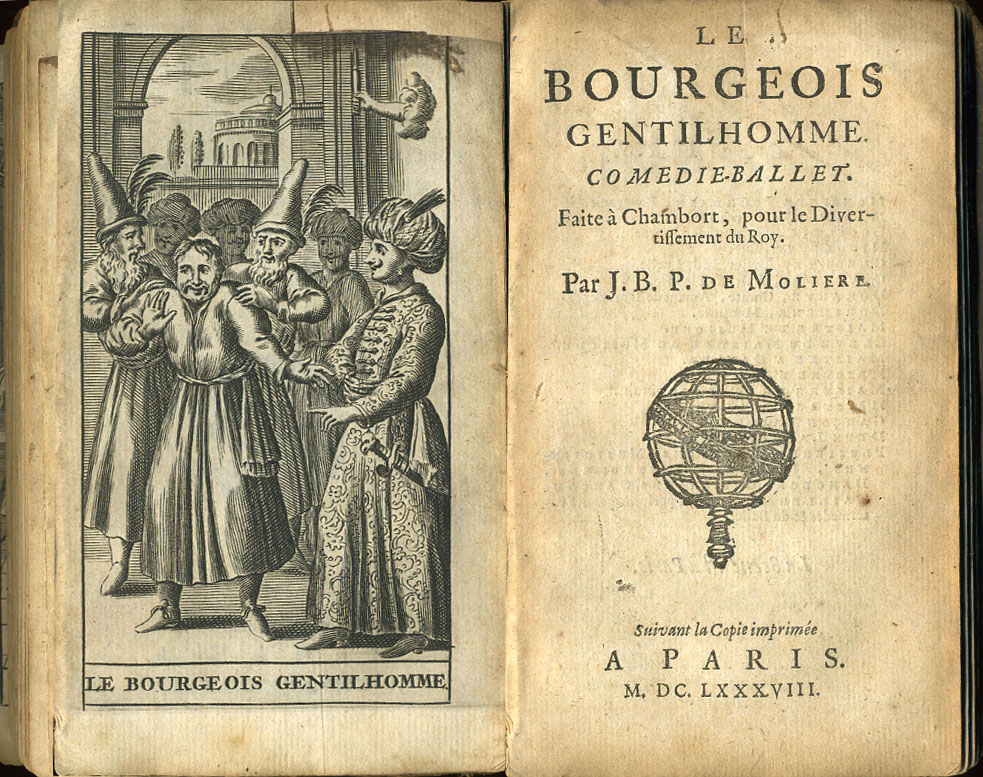
Omslag van een druk uit 1688.

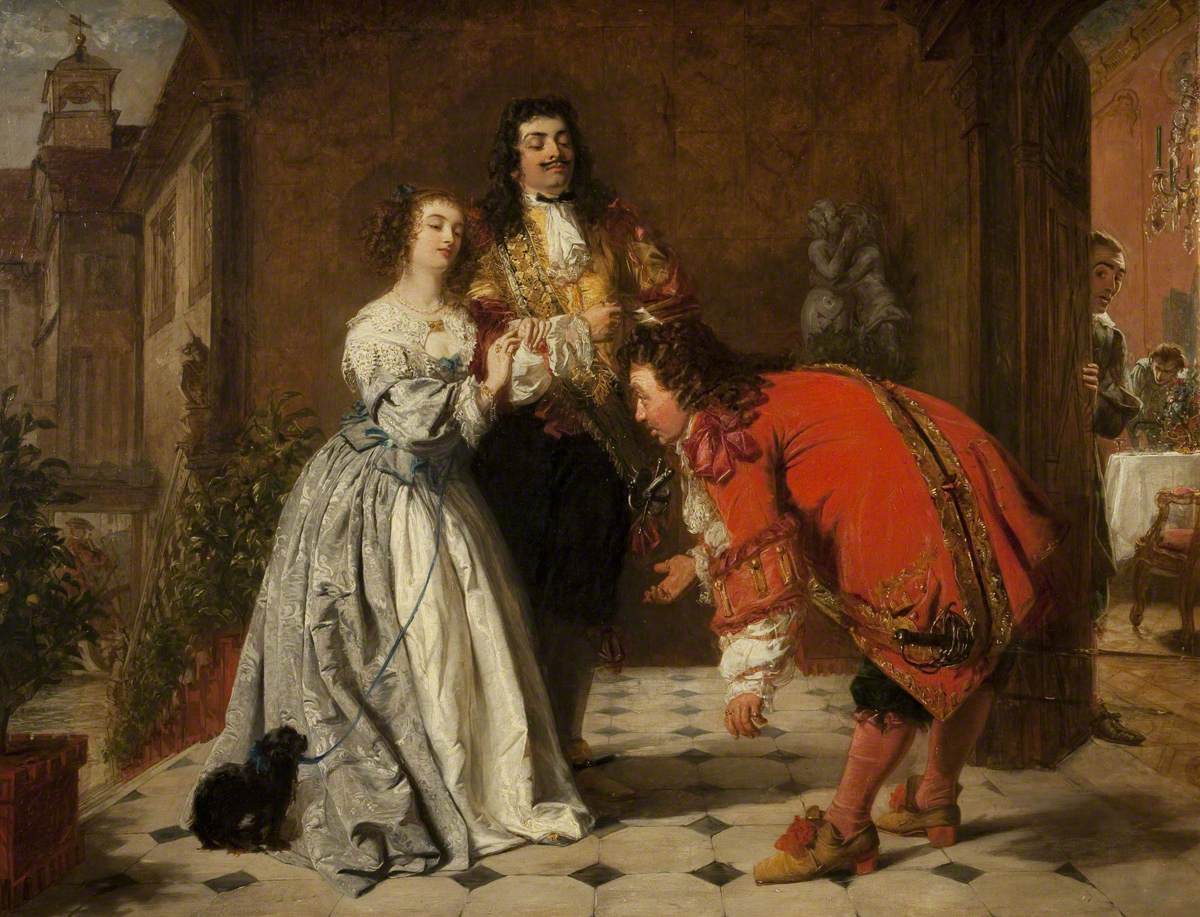
Een scène uit 'Le Bourgeois Gentilhomme, een 19e-eeuws schilderij van William Powell Frith dat Molière toont als acteur.

Le Bourgeois gentilhomme is een balletkomedie van Molière uit 1670, in het Nederlands taalgebied ook wel bekend als De nieuwbakken edelman,  De Burger-Edelman of De Parvenu. Het stuk bestaat uit vijf akten (die respectievelijk twee, vijf, zestien, vijf en zes scènes bevatten) en is in proza gesteld (met uitzondering van de passages waarin het ballet opkomt, die rijmen). Het stuk werd voor het eerst opgevoerd door het gezelschap van Molière aan het hof van Lodewijk XIV op 14 oktober 1670 in het kasteel van Chambord. De muziek werd gecomponeerd door Jean-Baptiste Lully, de choreografie van het ballet werd opgesteld door Pierre Beauchamp, het decor werd verzorgd door Carlo Vigarani en de Turkse kostuums door de ridder van Arvieux.
In dit toneelstuk spot Molière met een rijke burger die het gedrag en de levenswijze van de adel wil imiteren. Het werd enorm gewaardeerd door het Hof en Lodewijk XIV die telkens weer het gezelschap verzocht om het opnieuw op te voeren. 

## Algemeen
Het stuk kon rekenen op de beste muzikanten en acteurs uit die tijd. Een van de redenen waarom het meteen zo een succes had, was de populariteit van de 'Turqueries' uit die periode. Het Ottomaanse Rijk baarde de rest van Europa grote zorgen, omdat men er maar geen vat op kreeg.
De oorsprong van dit werk gaat terug naar het schandaal rond de Turkse ambassadeur Soliman Aga, die tijdens zijn bezoek aan het hof van Lodewijk XIV in 1669 had beweerd dat het Ottomaanse hof superieur was aan dat van de Zonnekoning.
Molière speelde in het begin zelf de rol van monsieur Jourdain, met zijn kleurrijke uitdossing, zilverkleurig kant en gekleurde pluimen; André Hubert speelde de vrouwelijke rol van madame Jourdain; mademoiselle de Brie was Dorimène; Armande Béjart speelde Lucile; de muzikant Lully was de moefti tijdens de Turkse ceremonie in akte 3.

## Verhaal
M. Jourdain, een welgestelde burger, wil zich de levenswijze van de adel eigen maken. Hij besluit een nieuw pak te bestellen, dat beter past bij zijn nieuwe positie en leert gretig alles wat hij kan over wapens, dans, muziek en filosofie, alles wat hij als kersvers edelman niet kan missen.
Hij maakt Dorimène het hof, een dame die door haar minnaar, een autoritair graaf, bij hem is ingekwartierd. Deze laatste is vast van plan misbruik te maken van de argeloosheid van M. Jourdain en Dorimène.
Jourdains vrouw en zijn dienstmeisje Nicole drijven eerst de spot met hem, maar worden gaandeweg bezorgd omdat hij zo afgunstig wordt. Ze proberen hem terug met de voetjes op de grond te krijgen door hem te herinneren aan het aanstaande huwelijk van zijn dochter Lucile met Cléonte. Maar Cléonte is niet van adel en Jourdain weigert zijn toestemming te geven voor het huwelijk.
Jourdain droomt ervan tot de adelstand te behoren en Cléonte beslist om het spel mee te spelen. Met de hulp van zijn knecht Covielle geeft Cléonte zich uit voor de zoon van Le Grand Turc. Na een belachelijke Turkse ceremonie, opgezet door Covielle en zijn kornuiten, waarin Jourdain tot "Mamamouchi" uitgeroepen wordt en aldus in de waan verkeert dat hij tot de hoogste regionen van de adelstand is opgeklommen, krijgt hij Jourdains toestemming.

## Personages
- M. Jourdain is een personage gecreëerd en gespeeld door Molière zelf. Hij is het hoofdpersonage, dat de kunst van de adeldom ijverig instudeert en markiezin Dorimène hartstochtelijk bemint. Binnen het werk van Molière neemt dit personage een unieke plaats in. M. Jourdain leidt een ingebeeld leven. Hij verlangt ernaar een edelman te worden, houdt van adellijke vleierijen en gelooft er ook in. Hij is ijdel, naïef en wispelturig.
- Mme Jourdain bekleedt binnen het werk van Molière een unieke plaats. Ze komt niet vaak voor het voetlicht in de komedie, maar telkens als ze verschijnt, werkt ze haar echtgenoot tegen, hetzij rechtstreeks, hetzij door middel van achterbakse streken. Mme Jourdain is het meest ouderwetse personage van het stuk maar wordt helemaal niet in het belachelijke getrokken. Naar het einde van het stuk toe wordt ze zelfs een heuse intrigante.
- Lucile is de dochter van M. Jourdain. In dit stuk verpersoonlijkt ze de belangrijkste contrasten. Ze heeft nog alle kwetsbare kenmerken van een jong, naïef meisje dat verliefd is.
- Nicole is het breed lachende dienstmeisje met een flinke dosis gezond boerenverstand. Net als alle andere dienstmeisjes in de stukken van Molière spreekt ze haar meester ongecompliceerd en ontspannen aan.
- Cléonte is het stereotype van de eerlijke, verliefde jongeman. In Le Bourgeois gentilhomme wordt hij voorgesteld als een jonge, verliefde libertijn die tot alles in staat is om zijn liefde te laten beantwoorden. Hij vermomt zich zelfs als de fictieve zoon van Le Grand Turc.
- Covielle is de knecht. Hij is voor Cléonte wat Nicole voor Lucile is. Maar zijn rol maakt in het stuk een totale ommezwaai: van lompe knecht verandert hij in het hoofdpersonage van de komedie ‘La Turquerie’.
- Dorante speelt een ophefmakende rol. Hij is een weinig scrupuleuze intrigant en levert Covielle en Cléonte hand-en-spandiensten bij het opzetten van de val.
- Dorimène is een weduwe die zich niets in de weg laat leggen, ondanks alle inspanningen van Monsieur Jourdain. Ze laat in de derde akte verstaan dat ze Dorante zal huwen en bevestigt dat ook in de vierde akte.
- Le Maître de musique (muziekleraar) bedrijft kunst om den brode. Hij beschouwt Monsieur Jourdain als een middel om zich snel te verrijken, en gaat daarbij regelrecht in tegen Le Maître à danser (dansleraar), die ook van de mildheid van zijn leerling profiteert maar hem tegelijk wil leren de danskunst naar waarde te schatten.
- Le Maître d'arme (wapenmeester) leert monsieur Jourdain floretschermen. Hij is zelfverzekerd en overtuigd dat schermen boven elk ander tijdverdrijf uitsteekt. Het komt dan ook tot een hoogoplopende ruzie met Le Maître à danser en Le Maître de musique, die uitdraait op een gevecht, wanneer Le Maître de philosophie, meer student dan echt filosoof, plechtig verklaart dat filosofie boven alles staat. Terwijl blijkt dat hij niet veel meer doet dan monsieur Jourdain leren hoe zijn lippen te bewegen om klinkers en medeklinkers uit te spreken.

## Bekende uitdrukkingen
In de vierde scène van akte II verneemt monsieur Jourdain van zijn maître de philosophie dat hij onbewust al lang proza spreekt: "Op mijn woord! Het is meer dan 40 jaar dat ik proza spreek zonder er iets van te weten en ik ben u ongemeen dankbaar om mij dit geleerd te hebben."
Monsieur Jourdain wordt in het Frans van iemand gezegd die iets doet zonder te weten dat voor die activiteit een naam bestaat.

## Voorstellingen
Dit toneelstuk werd voor het eerst op 14 oktober 1670 door het gezelschap van Molière opgevoerd aan het hof van Lodewijk XIV in het kasteel van Chambord. In 2006 heeft Alain Sachs een voorstelling gegeven met moderne kostuums en decors waarin Jean-Marie Bigard de rol van monsieur Jourdain vertolkt. In 2009 heeft de toneelgroep Voyages maginaires van Philippe Car een bewerking voorgesteld waarin een deel van de rollen wordt vertolkt door marionetten en robots. Deze bewerking van het stuk in de traditie van het Japanse Bunraku is vernieuwend omdat ze met een kleinere bezetting wordt uitgevoerd, waarbij de acteurs de andere personages bedienen en waarbij Grand Turc Grand Truc wordt.
In Nederland werd het stuk onder andere op de planken gebracht door het Rotterdams Toneel in 1957 (met Bob de Lange in de hoofdrol), in 1978 (met Bernard Droog) en in 1989 door Het Nationale Toneel (met Gees Linnebank).